# Phyllachora pennisetina
Phyllachora pennisetina är en svampart som beskrevs av Syd. 1922. Phyllachora pennisetina ingår i släktet Phyllachora och familjen Phyllachoraceae.   Inga underarter finns listade i Catalogue of Life.